# Tom Hayden
Thomas Emmet Hayden (Royal Oak, 11 de dezembro de 1939 — Santa Monica, 23 de outubro de 2016) foi um ativista social, autor e político americano. Hayden ficou mais conhecido por seu papel principal como ativista anti-guerra e pelos direitos civis na década de 1960, escrevendo a Declaração de Port Huron e sendo julgado no caso dos Sete de Chicago.
Nos anos seguintes, concorreu a cargos políticos várias vezes, ocupando cadeiras na Assembleia estadual da Califórnia e no Senado da Califórnia. No final de sua vida, foi diretor do Centro de Recursos para Paz e Justiça no Condado de Los Angeles. Foi casado com Jane Fonda por 17 anos e era pai do ator Troy Garity.

## Juventude e ativismo
Thomas Emmet Hayden nasceu em Royal Oak, Michigan, de pais de ascendência irlandesa, Genevieve Isabelle (nascida Garity) e John Francis Hayden. Seu pai era um ex- fuzileiro naval que trabalhava para a Chrysler como contador e também era um alcoólatra violento. Quando Hayden tinha 10 anos, seus pais se divorciaram e sua mãe o criou. Hayden frequentou uma escola primária católica, onde lia em voz alta para freiras e "aprendeu a temer o inferno".
Hayden cresceu frequentando uma igreja liderada por Charles Coughlin, um padre católico conhecido por seus ensinamentos antissemitas, e que também era conhecido nacionalmente durante a época da Grande Depressão como o "padre do rádio". O desânimo de Hayden com Coughlin o levou a romper com a Igreja Católica quando adolescente.
Hayden estudou na Dondero High School em Royal Oak. Atuou como editor do jornal da escola e, em sua coluna de despedida no jornal, usou a primeira letra de parágrafos sucessivos para soletrar "Go to hell" ("Vá para o inferno"). Como resultado, quando se formou em 1956, foi proibido de comparecer à cerimônia de formatura e recebeu apenas um diploma.
Hayden então frequentou a Universidade de Michigan, onde foi editor do Michigan Daily. Na convenção da National Student Association em Minneapolis em agosto de 1960, Hayden testemunhou uma intervenção dramática de Sandra Cason. Aplaudida de pé, ela rejeitou uma moção que negava apoio a protestos na luta contra a segregação racial: "Não posso dizer a uma pessoa que sofre injustiça: 'Espere', e tendo decidido que não posso pedir cautela, devo permanecer a seu lado" Alan Haber, do nascente Students for a Democratic Society (SDS), recrutou-a na hora. Agitado por sua "capacidade de pensar moralmente [e] se expressar poeticamente", Hayden logo a seguiu para o grupo de esquerda. Eles se casaram em outubro do ano seguinte.
Implacável por ter sido espancado até perder os sentidos por uma multidão branca em McComb, Mississippi, enquanto fazia reportagem sobre os Freedom Riders para o National Student News o próprio Hayden se tornou um Freedom Rider. Em 10 de dezembro de 1961, os Haydens participaram de uma das muitas "viagens pela liberdade" que ocorreram em resposta à decisão Boynton v. Virgínia . Foi de uma cela de prisão em Albany, Geórgia, para onde a caravana devia levá-lo, que Hayden começou a escrever o manifesto da SDS.

## A visão de Port Huron e SDS
Refinada e adotada na primeira convenção da Students for Democratic Society (SDS) em junho de 1962, a Declaração de Port Huron clamava por uma "nova esquerda" comprometida, no espírito da democracia participativa, com "deliberatividade, honestidade [e] reflexão". A Liga para a Democracia Industrial (LID), patrocinadora, entrou em conflito imediatamente. Embora a Declaração expressasse pesar pela "perversão da esquerda mais velha pelo stalinismo", ela omitiu a denúncia padrão do LID ao comunismo e suas referências às tensões da Guerra Fria eram muito imparciais. Hayden foi convocado para uma reunião onde, recusando-se a qualquer outra concessão, entrou em conflito com Michael Harrington, como faria mais tarde com Irving Howe.
Tom Hayden foi eleito presidente do SDS para o ano acadêmico de 1962-1963, mas sua esposa Sandra Cason "Casey" Hayden deixou Ann Arbor e o deixou, atendendo ao chamado para retornar ao Comitê de Coordenação Estudantil Não-Violento (SNCC) em Atlanta. Mais tarde, ela lembrou que, em contraste com os debates intermináveis que testemunhou em Ann Arbor, nas discussões do SNCC o foco estava na ação e as mulheres tinham voz. Os Haydens se divorciaram em 1965. Naquele ano, com outras mulheres do SNCC, Casey Hayden foi co-autora de "Sex and Caste" considerada desde então como um documento fundador do feminismo de segunda onda.
Convencido, nas palavras da Declaração, de que os alunos devem "olhar para fora, para as lutas menos exóticas, mas mais duradouras por justiça", e com US$5.000 da United Automobile Workers, a primeira iniciativa da SDS de Hayden foi o Economic Research and Action Project (ERAP). Os ativistas comunitários da SDS ajudariam a atrair os bairros brancos para um "movimento interacial dos pobres". No final de 1964, o ERAP tinha dez projetos nos bairros centrais envolvendo 125 alunos voluntários.
O presidente do United Packinghouse Workers of America, Ralph Helstein, organizou um encontro de Hayden com Saul Alinsky. Com vinte e cinco anos de experiência em Chicago e em todo o país, Alinsky era considerado o pai da organização comunitária. Para consternação de Helstein, Alinsky considerou a aventura de Hayden no campo como ingênua e fadada ao fracasso. A visão de Hayden sobre os pobres e sobre o que poderia ser alcançado por consenso era simplesmente absurdamente romântica.
Hayden se comprometeu com o esforço. Por três anos em Newark, ele trabalhou com um sindicato comunitário, ajudando a organizar moradores negros pobres a confrontarem senhorios, inspetores municipais e outros. Ele estava lá para testemunhar os motins de Newark de 1967 que, em Rebellion in Newark (1967), ele tentou situá-los em um contexto social e econômico mais amplo. Seu perfil em Newark atraiu a atenção do FBI. “Em vista do fato de que Hayden é um orador eficaz que atrai grupos intelectuais e também trabalhou e apoiou o povo negro em seu programa em Newark", os agentes recomendaram que ele "fosse colocado no Rabble Rouser Index. (índice de ativistas considerados risco à segurança nacional)”
Hayden sugeriu mais tarde que se o ERAP em todo o país não conseguiu alcançar um maior sucesso (o prometido "movimento inter-racial dos pobres") foi por causa da escalada do compromisso dos EUA no Vietnã: "Mais uma vez o governo enfrentou uma crise interna começando uma crise externa."

## Ativista anti-guerra
Em 1965, enquanto ainda estava trabalhandoem Newark, Hayden, junto com o membro do Partido Comunista dos Estados Unidos Herbert Aptheker e o ativista pacifista quaker Staughton Lynd, empreendeu uma visita controversa ao Vietnã do Norte e Hanói. Os três visitaram aldeias e fábricas e se encontraram com um prisioneiro de guerra americano cujo avião foi abatido. O resultado dessa viagem ao Vietnã do Norte, em um ponto alto da guerra, foi um livro intitulado The Other Side. Staughton Lynd escreveu mais tarde que a Nova Esquerda repudiou "o anticomunismo da geração anterior", e que Lynd e Hayden escreveram, em Studies on the Left: "Nós nos recusamos a ser anticomunistas. Insistimos que o termo perdeu todo o conteúdo específico que já teve."
Em 1968, Hayden se juntou ao Comitê de Mobilização Nacional para Acabar com a Guerra do Vietnã ("o Mobe") e desempenhou um papel importante nos protestos fora da Convenção Nacional Democrata em Chicago. As manifestações foram interrompidas pelo que mais tarde foi chamado pela Comissão Nacional dos Estados Unidos sobre as Causas e Prevenção da Violência de "uma revolta policial". Seis meses após a convenção, ele e sete outros manifestantes, incluindo Rennie Davis, Dave Dellinger, Abbie Hoffman e Jerry Rubin foram indiciados por acusações federais de conspiração e incitamento à rebelião como parte do "Oito de Chicago", também conhecido como "Sete de Chicago", após o caso de Bobby Seale ter sido separado dos outros. Hayden e quatro outros foram condenados por cruzar as fronteiras estaduais para incitar uma revolta, mas as acusações foram posteriormente revertidas e detidas sob recurso. O governo não voltou a julgar o caso e, posteriormente, decidiu rejeitar as acusações substantivas. United States v. Dellinger, 472 F.2d 340 (7º Cir. 1972), cert. negado, 410 US 970, 93 S.Ct. 1443, 35 L.Ed.2d 706 (1973).
Hayden fez várias visitas subsequentes bem divulgadas ao Vietnã do Norte, bem como ao Camboja durante o envolvimento dos Estados Unidos na Guerra do Vietnã, que se expandiu durante o governo Richard Nixon para incluir as nações vizinhas de Laos e Camboja, embora ele não tenha acompanhado sua futura esposa, a atriz Jane Fonda, em sua viagem especialmente polêmica a Hanói na primavera de 1972. No ano seguinte, ele se casou com Fonda e tiveram um filho, Troy Garity, nascido em 7 de julho de 1973. Em 1974, ele apareceu em uma breve cena como médico de emergência no filme Death Wish. No mesmo ano, enquanto a Guerra do Vietnã ainda ocorria, foi lançado o documentário Introduction to the Enemy, uma colaboração de Fonda, Hayden, Haskell Wexler e outros. Retrata suas viagens pelo Vietnã do Norte e do Sul na primavera de 1974.
Hayden também fundou a Campanha pela Paz da Indochina (Indochina Peace Campaign- IPC), que funcionou de 1972 a 1975. A IPC, operando em Boston, Nova York, Detroit e Santa Clara, mobilizou dissidentes contra a Guerra do Vietnã e exigiu anistia incondicional para os evasores do recrutamento norte-americano, entre outros objetivos. Jane Fonda, uma apoiadora do IPC, mais tarde transformou este apelido em um nome para sua produtora de filmes, IPC Films, que produzia, no todo ou em parte, filmes e documentários como FTA (1972), Introduction to the Enemy (1974), The China Syndrome (1979), Nine to Five (1980) e On Golden Pond (1981). Hayden e Fonda se divorciaram em 1990.

## Legado da Nova Esquerda
Escrevendo sobre o papel de Hayden na Nova Esquerda dos anos 1960, Nicholas Lemann, correspondente nacional do The Atlantic, disse que "Tom Hayden mudou a América", chamando-o de "pai dos maiores protestos em massa da história americana", e Richard N. Goodwin, que foi redator de discursos dos presidentes Lyndon B. Johnson e John F. Kennedy, disse que Hayden, "mesmo sem saber, inspirou a Grande Sociedade". Staughton Lynd, no entanto, criticou o conceito de "democracia participativa" de Port Huron e da Nova Esquerda, afirmando: "Devemos reconhecer que quando uma organização cresce até certo tamanho, a tomada de decisão por consenso não é mais possível, e alguma forma de governo representativo torna-se necessário."
Em 2007, Hayden foi notícia por seu discurso no casamento de seu filho Troy, onde, como Hilton Als escreveu na The New Yorker, ele "disse que estava especialmente feliz com a união de seu filho com a atriz Simone Bent, que é negra, porque, entre outras coisas, foi 'mais um passo em um objetivo de longo prazo meu: o desaparecimento pacífico e não violento da raça branca.'"

## Carreira na política eleitoral
Durante 1976, Hayden desafiou nas primárias o senador John V. Tunney, da Califórnia. “O radicalismo dos anos 1960 está rapidamente se tornando o senso comum dos anos 1970”, o New York Times o noticiou dizendo na época. Começando bem atrás, Hayden montou uma campanha animada e terminou em segundo lugar nas primárias democratas. Ele e Fonda mais tarde iniciaram a Campanha pela Democracia Econômica (Campaign for Economic Democracy — CED), que formou uma aliança estreita com o então governador Jerry Brown e promoveu energia solar, proteção ambiental e políticas de direitos dos locatários, bem como candidatos a cargos locais em toda a Califórnia, dos quais mais de 50 seriam eleitos.
Hayden mais tarde serviu na Assembleia do Estado da Califórnia (1982–1992) e no Senado Estadual (1992–2000). Durante esse tempo, ele frequentemente recebeu protestos de grupos conservadores, incluindo refugiados vietnamitas, veteranos do exército dos EUA e Jovens Americanos pela Liberdade. Ele armou uma candidatura nas primárias democratas para governador da Califórnia em 1994 sobre o tema da reforma do financiamento de campanha e concorreu para prefeito de Los Angeles em 1997, perdendo para o republicano Richard Riordan.
Como membro da Assembleia Estadual, Hayden apresentou o projeto de lei que se tornou o Capítulo 1238 dos Estatutos da Califórnia de 1987. O Capítulo 1238 promulgou a Seção 76060.5 do Código de Educação da Califórnia. A seção 76060.5 permite o estabelecimento de "taxas de representação estudantil" em faculdades do Sistema de Faculdades Comunitárias da Califórnia. A taxa foi estabelecida em várias dezenas de faculdades e pode ser usada "para fornecer suporte para representantes de assuntos governamentais de organizações estudantis locais ou estaduais que possam declarar suas posições e pontos de vista perante os governos municipais, distritais e distritais, e perante escritórios e órgãos do governo estadual". As taxas de representação estudantil são usadas para apoiar a operação do Senado de Estudantes das Faculdades Comunitárias da Califórnia .
Durante 1999, Hayden fez um discurso para os protestos de Seattle na OMC. Em 2001, ele tentou, sem sucesso, ser eleito para a Câmara Municipal de Los Angeles. Hayden atuou como membro do conselho consultivo do Progressive Democrats of America, uma organização criada para aumentar a cooperação política progressista e a influência dentro do Partido Democrata. Ele serviu no conselho consultivo do Levantine Cultural Center, organização sem fins lucrativos fundada em Los Angeles em 2001 que defende a alfabetização cultural sobre o Oriente Médio e Norte da África. Em janeiro de 2008, Hayden escreveu um ensaio de opinião para o site The Huffington Post endossando a candidatura presidencial de Barack Obama nas primárias democratas. No mesmo ano, ele ajudou a iniciar o Progressives for Obama (agora chamado Progressive America Rising), um grupo de progressistas políticos que prestou assistência a Obama em sua campanha presidencial inicial.
Hayden era amplamente conhecido na Califórnia como defensor ferrenho dos direitos dos animais e foi responsável por redigir o projeto de lei popularmente conhecido como Lei Hayden, que melhorou a proteção de animais de estimação e estendeu os períodos de detenção para animais confinados como vadios ou entregues a abrigos.
Em 2016, Hayden concorreu a uma das vagas para representantes da Califórnia no Comitê Nacional Democrata. Embora ele tenha se inclinado originalmente para Bernie Sanders na primária presidencial democrata de 2016, Hayden anunciou mais tarde que apoiaria Hillary Clinton e votaria por ela quando a primária chegasse à Califórnia. Ele também afirmou que nunca endossou Sanders e apenas apoiou sua campanha com a esperança de que empurraria Hillary para a esquerda.
Em sua homenagem a Hayden após sua morte, o ex-presidente dos Estados Unidos Bill Clinton declarou: "Hillary e eu o conhecíamos há mais de trinta anos e valorizamos tanto suas palavras de apoio quanto suas críticas".
Hayden insistiu até o fim que permaneceu um radical. “Sou Jefferson em termos de democracia”, disse ele, “sou Thoreau em termos de meio ambiente e Cavalo Louco em termos de movimentos sociais”. Em seus últimos anos, no entanto, ele também se descreveu como "uma escavação arqueológica".

## Carreira acadêmica
Hayden foi professor assistente no Departamento de Jornalismo da Universidade de Michigan no início dos anos 1960. O Direito de Imprensa foi um dos cursos que ministrou. Hayden ministrou vários cursos sobre movimentos sociais, dois no Scripps College — um sobre a Longa Guerra e um sobre gangues na América — e um curso chamado "Dos anos 60 à Geração Obama" no Pitzer College. Ele também lecionou no Occidental College e no Instituto de Política da Universidade Harvard. Ele deu uma aula na Universidade da Califórnia, em Los Angeles, sobre protestos, de Port Huron até o presente. Hayden deu uma aula de ciência política na University of Southern California durante o ano letivo de 1977–78. Ele foi autor ou editor de 19 livros, incluindo The Long Sixties: From 1960 to Barack Obama, Writings for a Democratic Society: The Tom Hayden Reader e suas memórias, Reunion, e atuou no conselho editorial do The Nation. Seu livro Hell No: The Forgotten Power of the Vietnam Peace Movement, concluído nos meses antes de sua morte em outubro de 2016, foi publicado em 31 de janeiro de 2017, pela Yale University Press.
Durante 2007, a Akashic Books lançou o livro Ending the War in Iraq, de Hayden. Em uma discussão sobre o livro com Theodore Hamm publicado no Brooklyn Rail, Hayden argumenta: "O aparato de ocupação nunca vai se transformar em uma agência de desenvolvimento econômico de manutenção da paz. Precisamos retirar nosso selo de aprovação e nossos impostos do apoio à ocupação. Isso não significa que não possa haver algumas tentativas de remediação, mas essas nunca devem ser usadas como desculpa para ficar."

## Vida pessoal
Hayden foi casado com a atriz e ativista social Jane Fonda por 17 anos e era pai do ator Troy Garity. Hayden viveu em Los Angeles desde 1971 e era casado com sua terceira esposa, Barbara Williams, na época de sua morte. Ele e Williams adotaram um filho, Liam (nascido em 2000). Morreu em Santa Monica, Califórnia, em 23 de outubro de 2016, aos 76 anos, após uma longa doença, incluindo um derrame. Ele foi enterrado no cemitério Woodlawn em Santa Monica, Califórnia, onde foi o primeiro sepultamento na "Eternal Meadow", uma seção ecológica.

## Publicações
- The Port Huron Statement (1962)
- The Other Side (1966)
- "The Politics of 'The Movement'", in Irving Howe (ed.), The Radical Papers. Garden City, NY: Doubleday and Co., 1966; pp. 350–364.
- Rebellion in Newark: Official Violence and Ghetto Response (1967)
- Trial (1970)
- The Love of Possession Is a Disease with Them (1972)
- Vietnam: The Struggle for Peace, 1972–73 (1973)
- The American Future: New Visions Beyond Old Frontiers (1980)
- Reunion: A Memoir (1988)
- The Lost Gospel of the Earth: A Call for Renewing Nature, Spirit and Politics (1996)
- Irish Hunger (1997)
- Irish on the Inside: In Search of the Soul of Irish America (2001)
- The Zapatista Reader (Introduction, 2001)
- Rebel: A Personal History of the 1960s (2003)
- Street Wars: Gangs and the Future of Violence (2004)
- Radical Nomad: C. Wright Mills and His Times with Contemporary Reflections by Stanley Aronowitz, Richard Flacks and Charles Lemert (2006)
- Ending the War in Iraq (2007)
- Writings for a Democratic Society: The Tom Hayden Reader (2008)
- Voices of the Chicago 8: A Generation on Trial (2008)
- The Long Sixties: From 1960 to Barack Obama (2009)
- Bring on the Iraq Syndrome: Tom Hayden in Conversation with Theodore Hamm (2007)
- Listen, Yankee!: Why Cuba Matters (2015)[48]
- Hell No: The Forgotten Power of the Vietnam Peace Movement (2017)